# Bataille de Seckenheim

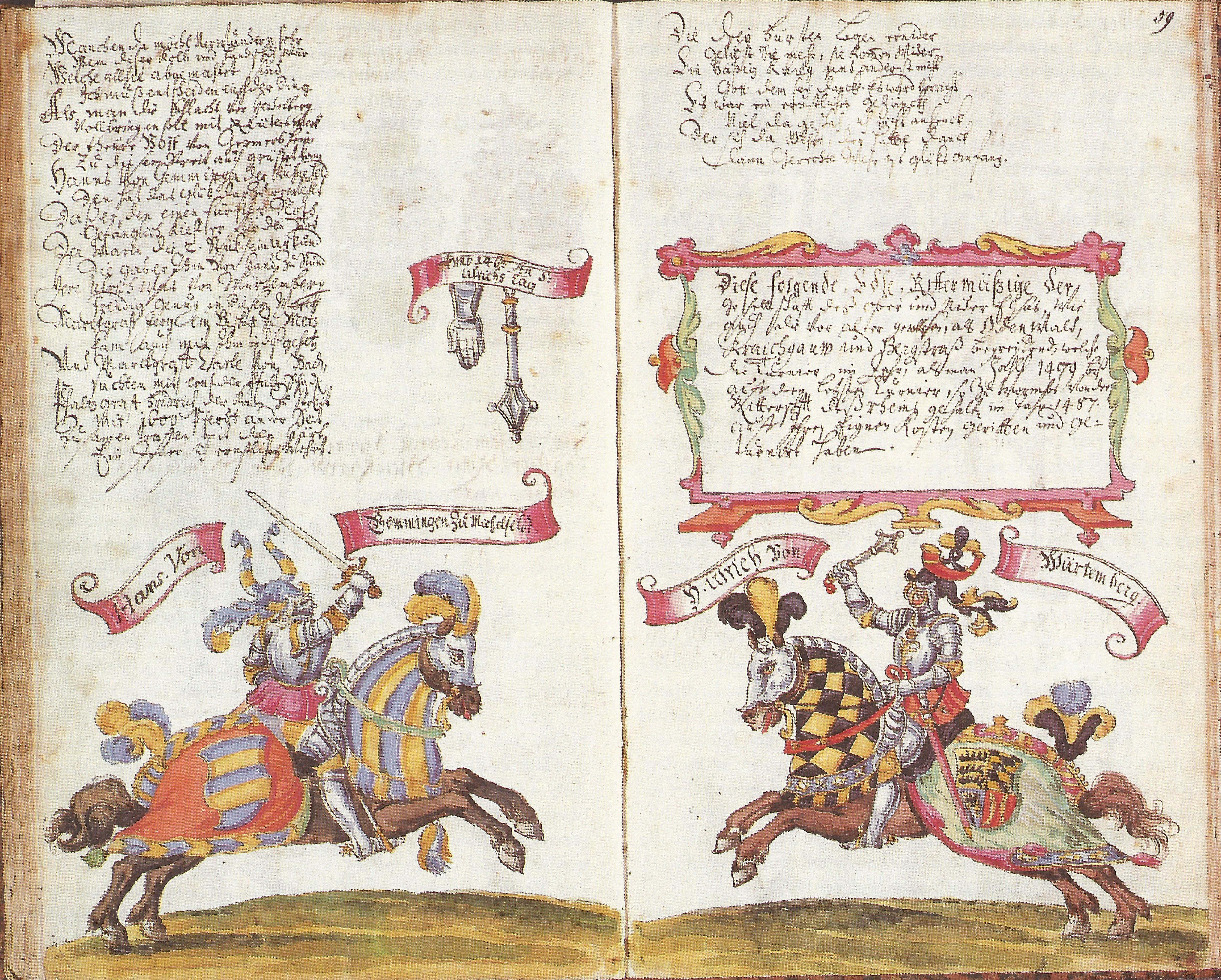
Lors de la bataille de Seckenheim, Hans de Gemmingen reçoit un gantelet de fer et une masse d'arme du comte Ulrich de Wurtemberg in Livre des tournois des Barons von Gemmingen (WLB Stuttgart Cod. hist. 2° 298, Bl. 58v-59r)

La bataille de Seckenheim, près de Mannheim, opposa en 1462 Frédéric Ier du Palatinat à l’évêque de Metz Georges de Bade, le margrave de Bade Charles Ier et le comte de Wurtemberg Ulrich V. Elle était une bataille décisive dans la guerre Bade-Palatinat, se solda par la victoire éclatante du comte palatin Frédéric Ier.

## Conflit
Le 30 juin 1462, la bataille de Seckenheim oppose le comte palatin Frédéric Ier, au margrave de Bade, allié au comte Ulrich de Wurtemberg, à l'évêque de Metz, et à l'évêque de Spire, 
Alors que ces derniers dévastent ses terres dans le Bade-Wurtemberg, Frédéric lève une armée d’environ 1 000 cavaliers et 2 000 fantassins. Il surprend ses ennemis dans une plaine entre le Rhin et le Neckar. Les deux armées se font face et semblent de force égale. Mais les hallebardiers et piquiers de Frédéric prennent bientôt le dessus sur les chevaliers coalisés lourdement équipés. Profitant du désordre, les chevaliers de Frédéric chargent alors les troupes coalisées, semant la panique dans les rangs. Blessés, le margrave de Bade, Charles Ier de Bade et l'évêque de Metz, Georges, sont faits prisonniers, comme le comte de Wurtemberg, Ulric.

## Sources
- Hans Jörg Probst, Die Schlacht bei Seckenheim, ein Höhepunkt pfälzischer Geschichte, Mannheim vor der Stadtgründung (Teil II, Bd. 1). Mittelalter und frühe Neuzeit im unteren Neckarland. Das Dorf Mannheim. Ratisbonne, 2006, p. 312.